# Reiner Chromik
Reiner Chromik (* 26. Februar 1967) ist ein deutscher Basketballtrainer.

## Leben
Chromik spielte als Aktiver in der Basketball-Oberliga und schlug früh die Trainerlaufbahn ein. 1986 erlangte er die C-Trainerlizenz, drei Jahre später die B- und 1993 die A-Lizenz. 1997 beendete er ein Studium an der Trainerakademie in Köln.
In der Saison 1991/92 war Chromik Assistenztrainer des Damen-Bundesligisten Agon Düsseldorf. 1993/94 arbeitete Chromik als Cheftrainer des Herren-Zweitligisten TSV Speyer, ab März 1994 fungierte er als Vorsitzender des Basketball-Internats in Speyer, zusätzlich leitete er von 1994 bis 1996 den TV 1860 Lich (ebenfalls 2. Basketball-Bundesliga) an. 1998 übernahm Chromik den Posten des Landestrainer beim Basketballverband Baden-Württemberg und blieb sieben Jahre im Amt.
Im Januar 2005 trat Chromik beim Deutschen Basketball Bund (DBB) die Stelle des hauptamtlichen Bundestrainers für den Nachwuchsbereich an. Er arbeitete vier Jahre lang als Bundestrainer. In dieser Zeit war Chromik bei den Europameisterschaften 2005 und 2007 zudem Co-Trainer der deutschen Damen-Nationalmannschaft.
Chromik wurde im Oktober 2008 Nationaltrainer in Luxemburg, kehrte dann aber nach Speyer zurück, wo er am örtlichen Basketballinternat arbeitete und bis 2010 Cheftrainer der BIS Baskets Speyer in der 2. Bundesliga ProB war.
Im März 2012 nahm er seinen Dienst als Landesleistungstrainer des Basketballverbandes Rheinland-Pfalz auf und war teils weiterhin am Speyerer Basketballinternat tätig, trainierte unter anderem die U19-Mannschaft Speyers in der Nachwuchs-Basketball-Bundesliga.
Im Sommer 2016 verließ er den Basketballverband Rheinland-Pfalz und wurde Landestrainer beim Basketballverband Hessens.